# Związki heterocykliczne

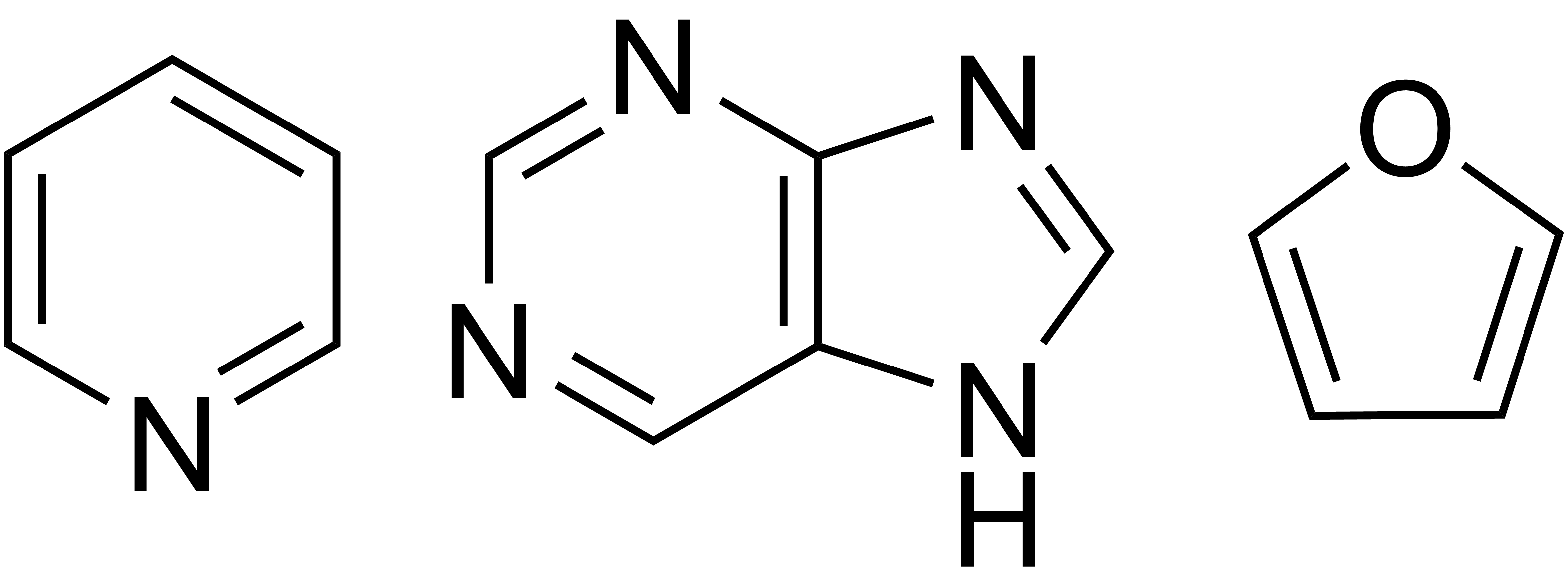
Związki heterocykliczne: pirydyna, puryna, furan

Związki heterocykliczne – szeroka klasa pierścieniowych związków chemicznych, w których co najmniej jeden układ cykliczny zawiera jeden lub więcej atomów pierwiastków innych niż węgiel. Najczęściej spotykanymi pierwiastkami wchodzącymi w skład pierścieni są tlen, azot i siarka.
Struktury te mogą obejmować zarówno układy aromatyczne, jak i alicykliczne. Prostymi związkami heterocyklicznymi są pirydyna (C5H5N), pirymidyna (C4H4N2) oraz dioksan (C4H8O2).
Zazwyczaj w chemii organicznej za związek hetorocykliczny uważa się każdy związek cykliczny, który zawiera w części cyklicznej inny pierwiastek niż węgiel. Jednakże istnieje kilka wyjątków od tej reguły: niektóre klasy związków organicznych, takie jak węglowodany, zazwyczaj nie są nazywane związkami heterocyklicznymi, mimo że z formalnego punktu widzenia nimi są.
Ponadto wiele związków makrocyklicznych zwyczajowo nie jest nazywanych związkami heterocyklicznymi.
W przypadku wielu związków chemicznych, które są „standardowo” zbudowane z regularnie występujących dwóch rodzajów atomów (np. tlenu i węgla (eter koronowy) lub z krzemu i tlenu (cyklosiloksany), lub azotu i fosforu (fosfazen)) terminu „związek heterocykliczny” używa się dopiero wtedy, gdy w cyklu pojawiają się jeszcze jakieś inne atomy, np. azotu lub w przypadku cyklosiloksanów i fosfazenów – paradoksalnie – węgla.

## Przegląd wybranych związków heterocyklicznych
Nazwa w liczbie mnogiej oznacza występowanie izomerów.

### Pierścienie trójczłonowe
Heterocykle zbudowane z trzech atomów węgla są bardzo reaktywne z uwagi na występowanie znacznych naprężeń w obrębie pierścienia. Jeżeli obecny jest tylko jeden heteroatom, to związek taki jest zasadniczo stabilny w warunkach standardowych, jednakże związki zawierające dwa heteroatomy są bardzo nietrwałe, występują raczej jako reaktywne intermediaty. Do pospolitych związków z pierścieniem trójczłonowym należą:
| Heteroatom | Nasycony                  | Nienasycony |
| ---------- | ------------------------- | ----------- |
| azot       | azyrydyna                 | azyryna     |
| tlen       | oksiran (tlenek etylenu)  | oksiren     |
| siarka     | tiiran (siarczek etylenu) | tiiren      |

Do związków z dwoma heteroatomami należą:
| Heteroatom | Nasycony     | Nienasycony |
| ---------- | ------------ | ----------- |
| azot       | diazyrydyna  | diazyryna   |
| tlen       | dioksiran    | –           |
| azot/tlen  | oksazyrydyna | oksazyren   |

### Pierścienie czteroczłonowe
Związki z jednym heteroatomem:
| Heteroatom | Nasycony  | Nienasycony   |
| ---------- | --------- | ------------- |
| azot       | azetydyna | azetyny, azet |
| tlen       | oksetan   | okset         |
| siarka     | tietan    | tiet          |

Związki z dwoma heteroatomami:
| Heteroatom | Nasycony    | Nienasycony |
| ---------- | ----------- | ----------- |
| azot       | diazetydyny | diazetyny   |
| tlen       | dioksetany  | diokset     |
| siarka     | ditietany   | ditiet      |

### Pierścienie pięcioczłonowe
W przypadku tej grupy heterocykli związki nienasycone są bardziej rozpowszechnione ze względu na dodatkową stabilizację wynikającą z charakteru aromatycznego.
Pierścienie pięcioczłonowe z jednym heteroatomem:
| Heteroatom | Nasycony                                | Nienasycony                     |
| ---------- | --------------------------------------- | ------------------------------- |
| azot       | tetrahydropirol (azolidyna, pirolidyna) | dihydropirole (piroliny), pirol |
| tlen       | tetrahydrofuran (oksolan)               | dihydrofurany, furan            |
| siarka     | tetrahydrotiofen (tiolan)               | dihydrotiofeny, tiofen          |
| arsen      | arsolan                                 | arsol                           |

Pierścienie pięcioczłonowe zawierające dwa heteroatomy, z których przynajmniej jeden jest azotem, zbiorczo nazywa się azolami. tiazole i izotiazole zawierają w cząsteczce atom azotu i siarki. ditiolany zawierają dwa atomy siarki.
| Heteroatom  | Nasycony      | Nienasycony        |
| ----------- | ------------- | ------------------ |
| azot        | imidazolidyna | pirazol, imidazol  |
| azot/tlen   | oksazolidyna  | oksazol, izoksazol |
| azot/siarka | tiazolidyna   | tiazol, izotiazol  |
| tlen        | dioksolany    | dioksole           |
| siarka      | ditiolanyo    | ditiole            |
| tlen/siarka | oksatiolan    | oksatiole          |

Ponadto istnieje duża grupa pierścieni pięcioczłonowych z trzema atomami heterocyklicznymi. Przykładem może być ditiazol, zawierający dwa atomy siarki i jeden azotu.
| Heteroatom    | Nasycony        | Nienasycony         |
| ------------- | --------------- | ------------------- |
| azot          | triazolidyny    | triazole            |
| azot/2×siarka | ditiazolidyny   | ditiazole           |
| 2×azot/tlen   | oksadiazolidyny | furazan, oksadiazol |
| 2×azot/siarka | tiadiazolidyny  | tiodiazol           |

Pierścienie pięcioczłonowe zawierające cztery heteroatomy:
| Heteroatom | Nasycony      | Nienasycony |
| ---------- | ------------- | ----------- |
| azot       | tetrazolidyna | tetrazole   |

### Pierścienie sześcioczłonowe
Związki z jednym heteroatomem:
| Heteroatom | Nasycony        | Nienasycony |
| ---------- | --------------- | ----------- |
| azot       | piperydyna      | pirydyna    |
| tlen       | tetrahydropiran | piran       |
| siarka     | tion            | tiopiran    |

Związki z dwoma heteroatomami:
| Heteroatom  | Nasycony     | Nienasycony |
| ----------- | ------------ | ----------- |
| azot        | piperazyna   | diazyny     |
| azot/tlen   | morfolina    | oksazyny    |
| azot/siarka | tiomorfolina | tiazyny     |
| siarka      | ditiany      | ditiiny     |
| tlen        | dioksany     | dioksyny    |

Związki z trzema heteroatomami:
| Heteroatom | Nasycony   | Nienasycony |
| ---------- | ---------- | ----------- |
| azot       | triazynany | triazyny    |
| tlen       | trioksany  | trioksyny   |

Związki z czterema heteroatomami:
| Heteroatom | Nasycony    | Nienasycony |
| ---------- | ----------- | ----------- |
| azot       | tetrazynany | tetrazyny   |

### Pierścienie siedmioczłonowe
Do tych związków zalicza się jedynie układy alicykliczne, pozbawione charakteru aromatycznego:
| Heteroatom | Nasycony | Nienasycony |
| ---------- | -------- | ----------- |
| azot       | azepan   | azepina     |
| tlen       | oksepan  | oksepina    |
| siarka     | tiepan   | tiepina     |

Związki z dwoma heteroatomami:
| Heteroatom  | Nasycony  | Nienasycony |
| ----------- | --------- | ----------- |
| azot        | diazepany | diazepiny   |
| azot/siarka | diazepany | tiazepiny   |

## Wzory strukturalne
|            | Nasycony             | Nasycony                   | Nasycony                      | Nienasycony z maksymalną liczbą wiązań podwójnych | Nienasycony z maksymalną liczbą wiązań podwójnych | Nienasycony z maksymalną liczbą wiązań podwójnych | Nienasycony z maksymalną liczbą wiązań podwójnych |
| Heteroatom | azot                 | tlen                       | siarka                        | azot                                              | tlen                                              | siarka                                            |                                                   |
| 3 atomy    | 3 atomy              | 3 atomy                    | 3 atomy                       | 3 atomy                                           | 3 atomy                                           | 3 atomy                                           |                                                   |
| ---------- | -------------------- | -------------------------- | ----------------------------- | ------------------------------------------------- | ------------------------------------------------- | ------------------------------------------------- | ------------------------------------------------- |
| Nazwa      | azyrydyna            | oksiran                    | tiran                         | 2H-Azyryna                                        | oksiren                                           | tiren                                             |                                                   |
| Struktura  | Struktura azyrydyny  | Struktura Oksiran          | Struktura tiranu              | Struktura azyryny                                 | Struktura oksirenu                                | Struktura tirenu                                  |                                                   |
| 4 atomy    |                      |                            |                               |                                                   |                                                   |                                                   |                                                   |
| Nazwa      | azetydyna            | oksetan                    | tietan                        | azet                                              | Kation oksetioniowy                               | Kation tietioniowy                                |                                                   |
| Struktura  | Struktura azetydyny  | Struktura oksetanu         | Struktura tietanu             | Struktura azetu                                   | Struktura kationu oksetioniowego                  | Struktura kationu tietioniowego                   |                                                   |
| 5 atomów   |                      |                            |                               |                                                   |                                                   |                                                   |                                                   |
| Nazwa      | pirolidyna           | tetrahydrofuran            | tetrahydrotiofen              | pirol                                             | Furan                                             | tiofen                                            |                                                   |
| Struktura  | Struktura Pyrrolidin | Struktura tetrahydrofuranu | Struktura tetrahydrotiofenu   | Struktura pirolu                                  | Struktura furanu                                  | Struktura tiofenu                                 |                                                   |
| 6 atomów   |                      |                            |                               |                                                   |                                                   |                                                   |                                                   |
| Nazwa      | piperydyna           | tetrahydropiran            | tian                          | pirydyna                                          | Kation piraniowy                                  | Kation tiopiraniowy                               |                                                   |
| Struktura  | Struktura Piperidin  | Struktura tetrahydropiranu | Struktura tetrahydrotiopiranu | Struktura pirydyny                                | Struktura kationu piraniowego                     | Struktura kationu tiopiraniowego                  |                                                   |
| 7 atomów   |                      |                            |                               |                                                   |                                                   |                                                   |                                                   |
| Nazwa      | azepan               | oksepan                    | tiepan                        | azepina                                           | oksepina                                          | tiepina                                           |                                                   |
| Struktura  | Struktura azepanu    | Struktura oksepanu         | Struktura tiepananu           | Struktura azepiny                                 | Struktura oksepiny                                | Struktura tiepiny                                 |                                                   |